# Burczyce
Burczyce  (Burczyce Stare) – wieś na Ukrainie w rejonie samborskim należącym do obwodu lwowskiego.
Wieś położona w powiecie przemyskim, była własnością Wiktoryna Stadnickiego, została spustoszona w czasie najazdu tatarskiego w 1672 roku.